# Амато, Паскуале
Паскуале Ама́то (итал. Pasquale Amato; 21 марта 1878, Неаполь, Италия — 12 августа 1942, Джэксон-Хайтс, Куинс, Нью-Йорк, США) — итальянский оперный певец (баритон), солист Метрополитен Опера в 1908—1921 годах.

## Биография
Учился в неапольской консерватории «Сан-Пьетро-а-Маджелла» у Беньямино Карелли и Винченцо Ломбарди.
Впервые выступил на сцене в 1900 году в Неаполе, в Театре Беллини, исполнив партию Жермона-отца в опере «Травиата» Верди.
В 1904 году Паскуале Амато дебютировал в Ковент Гарден.
С 1908 года певец переходит в труппу театра «Метрополитен Опера», где его постоянным партнёром становится Энрико Карузо. В 1910 году Амато становится первым исполнителем партии Джека Ренса в «Девушке с Запада» Пуччини (в спектакле также принимали участие Эмма Дестинн, Энрико Карузо и Адам Дидур).
В 1913 году исполнил партию Сирано де Бержерака на мировой премьере одноимённой оперы У. Дамроша.
Покидает «Метрополитен Опера» в 1921 году. В последние годы преподавал вокал в Нью-Йорке.

## Творчество
Паскуале Амато называют одним из величайших итальянских баритонов, отмечая «его специфический голос, который невозможно спутать с каким-либо другим», выделяющийся замечательной силой и звонким верхним регистром, а также его великолепную технику бельканто и безупречную артикуляцию.
Оставил ряд записей арий из различных опер, преимущественно итальянских композиторов.
| Ария Скарпиа               |
|                            |
| «Тоска» Дж. Пуччини (1914) |